# Semilabeo
Genre
Semilabeo est un genre de poissons téléostéens de la famille des Cyprinidae et de l'ordre des Cypriniformes. Ce genre se rencontre en Asie.

## Liste des espèces
Selon FishBase (21 septembre 2015):
- Semilabeo notabilis Peters, 1881
- Semilabeo obscurus Lin, 1981